# Aratitiyopea
Aratitiyopea, monotipsdki biljni rod u porodici Xyridaceae. Jedina vrsta je A. lopezii iz sjevernog Brazila, Venezuele, Kolumbije i Perua. Višegodišnja je vrsta koja raste na srednjim do visokim uzvisinama u šumovitim planinskim područjima. Postoje dvije podvrste.

## Podvrste
- Aratitiyopea lopezii var. colombiana (L.B.Sm.) Steyerm. & P.E.Berry
- Aratitiyopea lopezii var. lopezii